# Hagenau (herb szlachecki)
Hagenau (Hagenaw) – polski herb szlachecki z indygenatu.

## Opis herbu
Na tarczy dzielonej w pas, w polu górnym, złotym pół wilka skaczącego, czarnego; w polu dolnym, błękitnym, gwiazda srebrna.
Nad hełmem w koronie, klejnot - pół wilka jak w godle.
Labry z prawej czarne, podbite złotem, z lewej błękitne, podbite srebrem.

## Najwcześniejsze wzmianki
Zatwierdzony indygenatem 24 sierpnia 1579 dla Jana Hagenau a Marannen, burmistrza braniewskiego i jego dzieci - Szymona, Jana, Urbana, Krzysztofa i Mikołaja.

## Herbowni
Hagenau - Hagenaw.